# Большеничкинский сельсовет
Большеничкинский сельсовет - сельское поселение в Минусинском районе Красноярского края.
Административный центр — село Большая Ничка.

## Население
| 2010 | 2012  | 2013  | 2014  | 2015  | 2016  | 2017  |
| ---- | ----- | ----- | ----- | ----- | ----- | ----- |
| 1529 | ↘1490 | ↗1502 | ↗1505 | ↗1522 | →1522 | ↘1518 |

## Состав сельского поселения
| № | Населённый пункт | Тип населённого пункта       | Население |
| - | ---------------- | ---------------------------- | --------- |
| 1 | Большая Ничка    | село, административный центр | 853       |
| 2 | Имени Крупской   | посёлок                      | 144       |
| 3 | Коныгино         | деревня                      | 82        |
| 4 | Малая Ничка      | село                         | 450       |

## Местное самоуправление
Большеничкинский сельский Совет депутатов
Дата избрания: 14.03.2010. Срок полномочий: 5 лет. Количество депутатов:  10
Глава муниципального образования
- Автайкина Людмила Викторовна. Дата избрания: 14.03.2010. Срок полномочий: 5 лет